# Камакахи, Деннис
Деннис Камакахи (полное имя на англ. Dennis Kamakahi) — гавайский музыкант.

## Биография

### Детство
Родился Деннис 31 марта 1953 года в Гонолулу, на Гавайях. Он вырос в семье, которая всегда была в центре традиционной гавайской музыки; его дедушка по отцовской линии также играл на гитаре, как и его отец, Кеннет Франклин Камакахи, который был членом гавайского Королевского оркестра. Сам Деннис начал играть на гитаре с трёх лет. В средней школе он сформировал музыкальную группу «На Паноло» с двумя одноклассниками, один из которых позже стал дирижером симфонического оркестра Гонолулу.

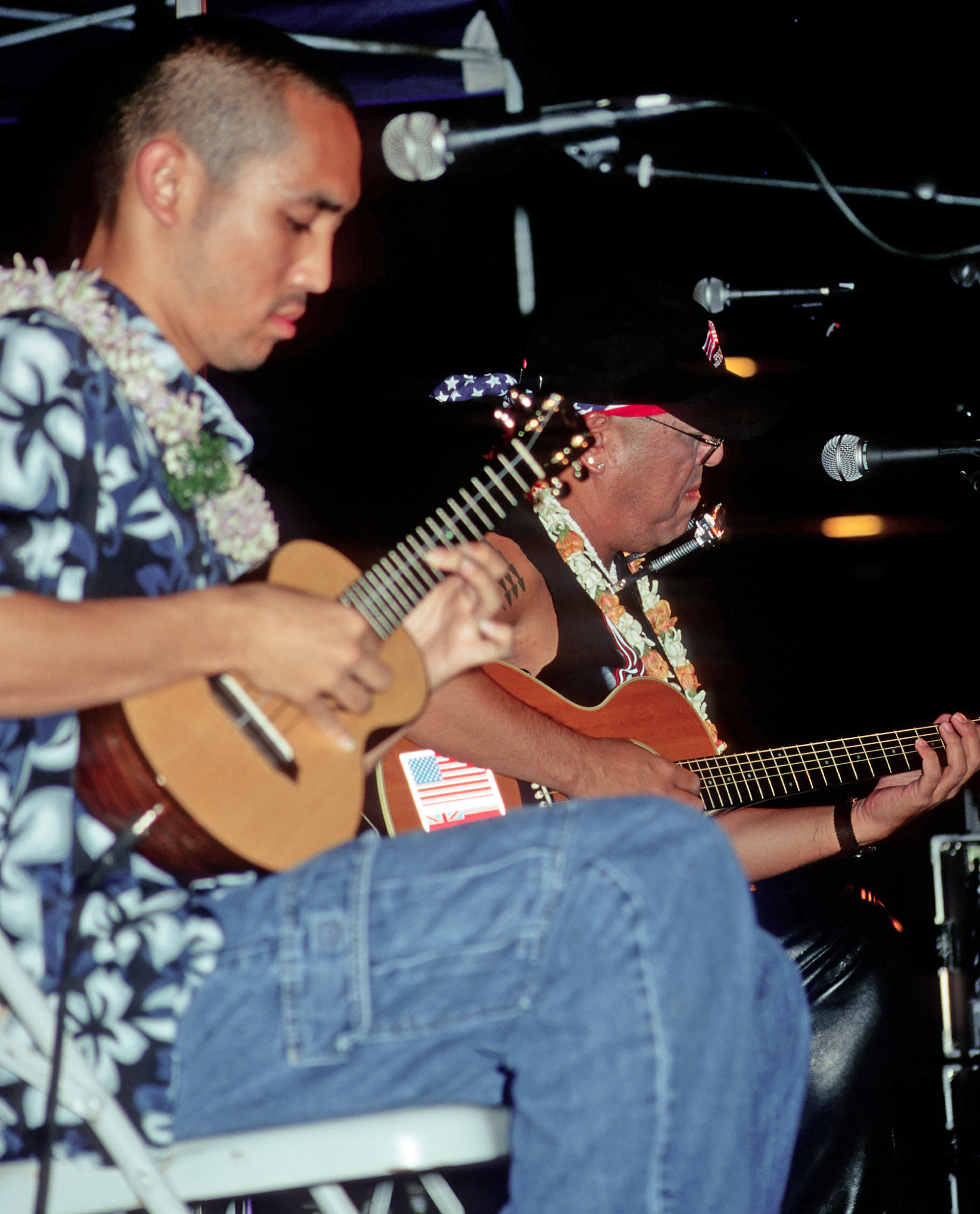
Деннис и Давид Камакахи

### Карьера
Профессиональная музыкальная карьера Денниса началась в 1972 году вместе с гавайской музыкальной группой Na Leo O Nuuanu. Его первым альбомом в составе этой группы стал «Oe E Ka La Volume 1». Одну из своих песен, «Pua Hone» (англ. Honey Flower), песню о любви Деннис посвятил своей жене.
Он сочинил около 500 песен, многие (Wahine ‘Ilikea, Pua Hone и Koke‘e) из которых стали фаворитами в рамках гавайских музыкальных стандартов. Четырежды был номинирован и трижды одержал победу на премии Grammy.
Деннис вместе со своим сыном, Дэвидом, он выступал в создании саундтреков анимационного фильма «Lilo & Stitch 2» и фильма «Потомки». Саундтрек последнего фильма включает в себя исключительно гавайскую музыку, которую кроме Денниса Камакахи, исполняли Гэбби Пахинуи, Рэймонд Кейн, Киола Бимер, Санни Чиллингворт, Джеффри Питерсон и Лена Мачадо.
В 2013 году стал первым гавайским музыкантом, подарившим свою гитару в Национальный Музей Американской Истории.

### Смерть
Скончался от рака лёгких в возрасте 61 года, 28 апреля 2014 года в родном городе. Был женат и имел трёх детей и двух внуков.

## Награды и премии

### Премии Grammy
- 11 февраля 2007 года, на 49-й премии Grammy в Лос-Анджелесе Камакахи получил свою первую «Грэмми» за Лучший Гавайский Музыкальный Альбом за диск «Legends of Hawaiian Slack Key Guitar»[6].
- В 2008 году, на 50-й премии Grammy вторую «Грэмми» в Гавайской Музыкальной Категории за компакт-диск «Treasures of Hawaiian Slack Key Guitar».
- в 2009 году на 51-й премии Grammy Камакахи был номинирован на третью «Грэмми» за компакт-диск «The Spirit of Hawaiian Slack Key Guitar». CD не выиграл награду, но Камакахи получил свою первую золотую медаль Grammy Nominee в качестве музыкального продюсера.
- 31 января 2010 года, на 52-й премии Grammy Камакахи в четвёртый раз был номинирован «Грэмми» за компакт-диск The Masters of Hawaiian Slack Key Guitar Volume 2 — Live in Maui и выиграл третью Грэмми за Лучший Гавайский Музыкальный Альбом.[7]